# 伊麗絲·米騰奈爾
伊麗絲·米騰奈爾（法語：Iris Mittenaere，1993年1月25日—），法国电视节目主持人和選美冠軍。選美前，她是一名牙科學生。2017年1月29日，她在菲律賓举办的第65届环球小姐总决赛中代表法国摘得桂冠。她也是第二位夺得环球小姐总冠军的法国选手。